# Braničevo (Golubăț)
Braničevo este un sat din comuna Golubăț, Districtul Braničevo, Serbia. A fost o cetate bizantină care a ocupat o poziție strategică între Belgrad și Niș. Conform recensământului din 2002, satul a avut o populație de 942 de persoane. Se află pe râul Pek. 

## Istorie
Braničevo se află lângă ruinele orașului roman Viminacium, care a fost abandonat în jurul anului 600. În Evul Mediu, a fost sediul unei episcopii ortodoxe și locul unei cetăți bizantine. A ocupat o poziție strategică de-a lungul Via Militaris între Belgrad și Niș. În limba greacă medievală, cetatea a fost cunoscută sub numele de Branitzoba (Βρανίτζοβα) sau Branița (Βρανίτζα).
Până în secolul al XII-lea, Braničevo era centrul unui doukaton (ducat) guvernat de un doux (duc). În timpul războiului bizantin din 1127–1129 împotriva Ungariei, ungurii au distrus orașul. A fost restaurat și repopulat de bizantini în 1166.  Potrivit cronicarului bizantin Niketas Choniates, Războiul Bizantino–Maghiar (1127–1129) a început după ce cetățenii orașului bizantin Braničevo „au atacat și au jefuit ungurii veniți în Imperiul Bizantin pentru a face comerț, săvârșind cele mai grave crime împotriva lor”.
Béla al III-lea al Ungariei l-a ocupat în 1182, dar l-a dat ca parte a zestrei fiicei sale atunci când aceasta a fost logodită cu împăratul Isaac al II-lea Angelos în 1185.
În iulie 1189, împăratul german Frederick Barbarossa a trecut prin Braničevo cu a treia cruciadă pe care el a organizat-o. Surse occidentale l-au acuzat pe ducele de Braničevo (dux de Brandicz) de trădare.
Odată cu ascensiunea celui de-al Doilea Țarat Bulgar și a Regatului Serbiei, i-a fost greu Imperiului Bizantin să apere orașul Braničevo și să-l mențină sub control imperial. Se pare că a scăpat definitiv de sub controlul bizantin în 1198. Ulterior s-au dar lupte frecvent între bulgari, sârbi și maghiari pentru controlul asupra orașului.
Prințul Lazăr al Serbiei l-a cucerit în 1378 sau 1379, dar a căzut în mâinile Imperiului Otoman în 1459.